# Anders Hagstedt
Jan Anders Hagstedt, född 5 juli 1942 i Sundsvall, död 25 januari 1998 i Saltsjöbaden, var en svensk jurist.
Hagstedt disputerade i rättsvetenskap och blev senare docent i ämnet. Han var adjungerad professor i skatterätt vid Handelshögskolan i Stockholm 1976–1998.